# Friville-Escarbotin
Friville-Escarbotin [fʁivil ɛskaʁbɔtɛ̃]  est une commune française située dans le département de la Somme, en région Hauts-de-France.
Depuis juillet 2020, la commune fait partie du parc naturel régional Baie de Somme - Picardie maritime.
Cette commune du Vimeu industriel a connu un développement économique régulier, favorisé par une activité manufacturière longtemps dominée par la petite métallurgie.

## Géographie

### Localisation
Friville-Escarbotin est un bourg picard du Vimeu.
À vol d'oiseau, la commune est située à 5 km au nord-ouest de Feuquières-en-Vimeu, 10 km d'Eu-Le Tréport, 21 km à l'ouest d'Abbeville, 38 km au nord-est de Dieppe et à 58 km au nord-ouest d'Amiens.
Le territoire de la commune est limitrophe de ceux de huit communes.
Les communes limitrophes sont Vaudricourt, Woincourt, Yzengremer, Bourseville, Fressenneville, Nibas, Saint-Blimont et Tully.

### Hydrographie
La commune est située dans le bassin Artois-Picardie. Elle n'est drainée par aucun cours d'eau.

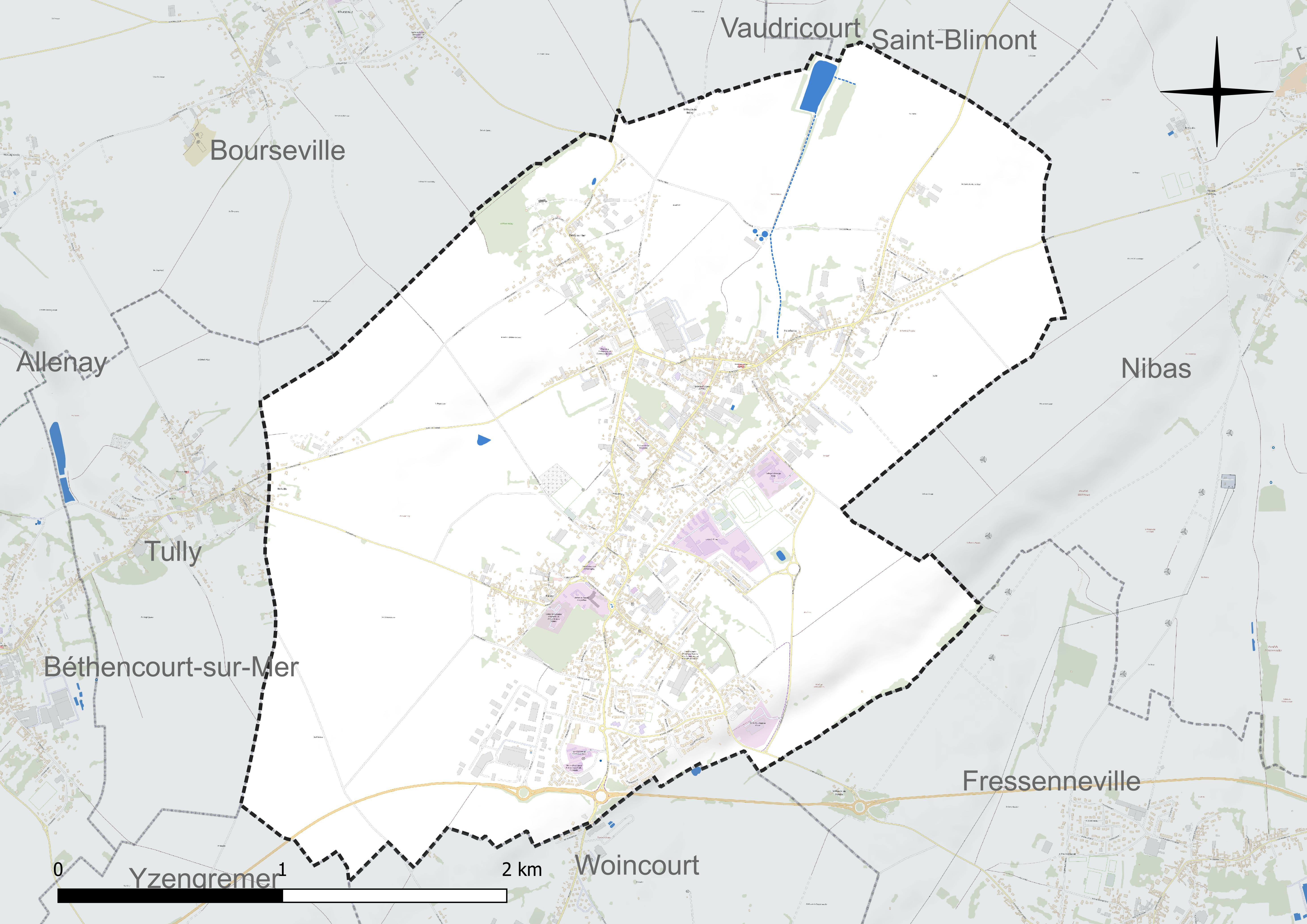
Réseau hydrographique de Friville-Escarbotin.

### Climat
Pour des articles plus généraux, voir Climat des Hauts-de-France et Climat de la Somme.
En 2010, le climat de la commune est de type climat océanique franc, selon une étude du CNRS s'appuyant sur une série de données couvrant la période 1971-2000. En 2020, Météo-France publie une typologie des climats de la France métropolitaine dans laquelle la commune est exposée à un climat océanique et est dans la région climatique Côtes de la Manche orientale, caractérisée par un faible ensoleillement (1 550 h/an) ; forte humidité de l'air (plus de 20 h/jour avec humidité relative > 80 % en hiver), vents forts fréquents.
Pour la période 1971-2000, la température annuelle moyenne est de 10,4 °C, avec une amplitude thermique annuelle de 13,2 °C. Le cumul annuel moyen de précipitations est de 778 mm, avec 12,3 jours de précipitations en janvier et 8,8 jours en juillet. Pour la période 1991-2020, la température moyenne annuelle observée sur la station météorologique la plus proche, située sur la commune de Cayeux-sur-Mer à 11 km à vol d'oiseau, est de 11,4 °C et le cumul annuel moyen de précipitations est de 761,1 mm,. Pour l'avenir, les paramètres climatiques de la commune estimés pour 2050 selon différents scénarios d'émission de gaz à effet de serre sont consultables sur un site dédié publié par Météo-France en novembre 2022.

## Urbanisme

### Typologie
Au 1er janvier 2024, Friville-Escarbotin est catégorisée petite ville, selon la nouvelle grille communale de densité à sept niveaux définie par l'Insee en 2022.
Elle appartient à l'unité urbaine de Friville-Escarbotin, une agglomération intra-départementale regroupant quatre  communes, dont elle est ville-centre,,. Par ailleurs la commune fait partie de l'aire d'attraction de Friville-Escarbotin, dont elle est la commune-centre,. Cette aire, qui regroupe 33 communes, est catégorisée dans les aires de moins de 50 000 habitants,.

### Occupation des sols
L'occupation des sols de la commune, telle qu'elle ressort de la base de données européenne d'occupation biophysique des sols Corine Land Cover (CLC), est marquée par l'importance des territoires agricoles (69,1 % en 2018), en diminution par rapport à 1990 (70,4 %). La répartition détaillée en 2018 est la suivante : terres arables (57,7 %), zones urbanisées (27,1 %), prairies (11,4 %), zones industrielles ou commerciales et réseaux de communication (3,7 %). L'évolution de l'occupation des sols de la commune et de ses infrastructures peut être observée sur les différentes représentations cartographiques du territoire : la carte de Cassini (XVIIIe siècle), la carte d'état-major (1820-1866) et les cartes ou photos aériennes de l'IGN pour la période actuelle (1950 à aujourd'hui).

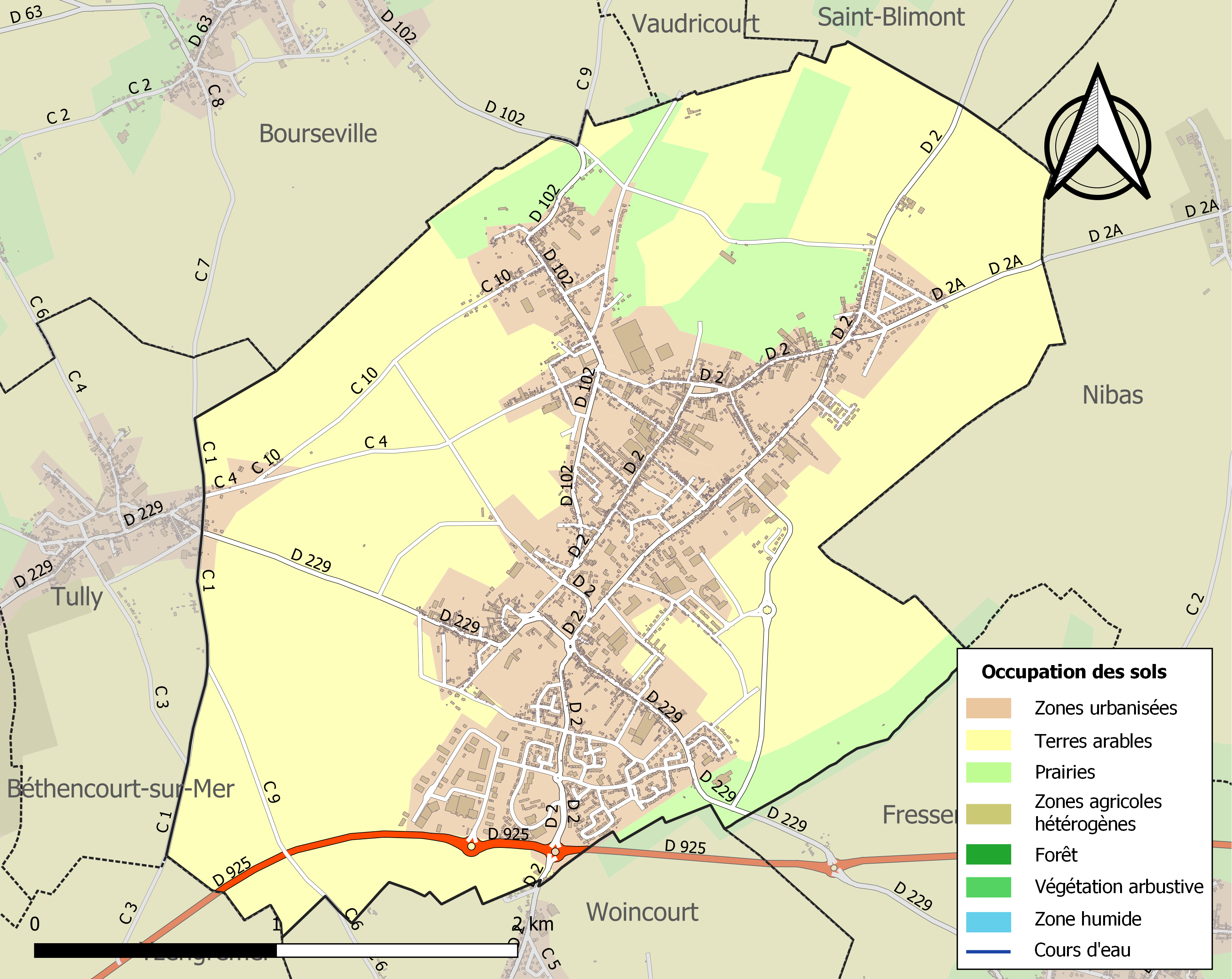
Carte des infrastructures et de l'occupation des sols de la commune en 2018 (CLC).

### Morphologie urbaine
L'habitat s'est principalement développé le long de la route départementale 2 (D 2), véritable épine dorsale de l'agglomération.
La commune est dotée d'un plan local d'urbanisme (PLU).

### Habitat et logement
En 2019, le nombre total de logements dans la commune était de 2 288, alors qu'il était de 2 273 en 2014 et de 2 096 en 2009.
Parmi ces logements, 88 % étaient des résidences principales, 1,8 % des résidences secondaires et 10,2 % des logements vacants. Ces logements étaient pour 84,2 % d'entre eux des maisons individuelles et pour 15,5 % des appartements.
Le tableau ci-dessous présente la typologie des logements à Friville-Escarbotin en 2019 en comparaison avec celle de la Somme et de la France entière. Une caractéristique marquante du parc de logements est ainsi une proportion de résidences secondaires et logements occasionnels (1,8 %) inférieure à celle du département (8,3 %) mais supérieure à celle de la France entière (9,7 %). Concernant le statut d'occupation de ces logements, 56,1 % des habitants de la commune sont propriétaires de leur logement (55,2 % en 2014), contre 60,2 % pour la Somme et 57,5 pour la France entière.
| Typologie                                               | Friville-Escarbotin | Somme | France entière |
| ------------------------------------------------------- | ------------------- | ----- | -------------- |
| Résidences principales (en %)                           | 88                  | 83,2  | 82,1           |
| Résidences secondaires et logements occasionnels (en %) | 1,8                 | 8,3   | 9,7            |
| Logements vacants (en %)                                | 10,2                | 8,5   | 8,2            |

### Voies de communication et  transports
L'axe routier le plus important est la route départementale 925 qui permet de rejoindre, à l'ouest, la côte picarde ou normande (Le Tréport à 16 km) ou, à l'est, le chef-lieu d'arrondissement : Abbeville (à 25 km).
L'autoroute A28 est joignable à sa sortie dite « Vimeu », no 24, sur le territoire de la commune de Tours-en-Vimeu, à 14 km.
En 2019, la localité est desservie par les lignes d'autocars no 2, no 5 (Cayeux - Friville-Escarbotin - Abbeville et Mers-les-Bains - Friville - Abbeville) et no 7 (Lanchères - Friville) du réseau Trans'80, Hauts-de-France, chaque jour de la semaine sauf le dimanche et les jours fériés.
La ligne Abbeville - Le Tréport passe à Feuquières-en-Vimeu où deux haltes permettent d'utiliser le transport par voie ferrée. Elle est fermée depuis le 28 mai 2018.

## Toponymie
- Pour Friville, Frivilla est cité dès 1185 par Thibaut, évêque d'Amiens.
- La première mention d'Escarbotin est datée de 1557 par Ernest Prarond et confirmée en 1646 dans l'Histoire ecclésiastique d'Abbeville.
- Belloy est mentionné également dès 1646 par la même source : Histoire ecclésiastique d'Abbeville[19],[20].

En picard, Friville-Escarbotin se dit Freuville-Équèrbotin.

## Histoire

### Moyen Âge
Une motte féodale a été identifiée sur le territoire communal.
Dès 1185, Hugues de Friville est aussi cité comme seigneur de Béthencourt,.
En 1214, le cartulaire de l'abbaye de Séry, mentionne Laurent, seigneur de Friville, chevalier, fils de Girold qui confirme la donation de cinq journaux de terre, faite par son oncle Willaume de Friville au profit de l'abbaye.
Les Coppequesne sont seigneurs de Friville de 1419 à 1789. La seigneurie passe aux Hardivilliers par le mariage, en 1791, de Marie-Henriette de Coppequesne avec son cousin germain, Éléonore Jean d'Hardivilliers.

### Temps modernes
L'abbaye de Séry possède le fief de Friville jusqu'en 1577. Elle le vend alors à Reignier ou René de Roussel, supposé le fils de François de Roussel, écuyer, sieur d'Escarbotin et Friville en partie.
Les Roussé possèdent la seigneurie d'Escarbotin durant plus d'un siècle.
Les Cornu sont seigneurs de Belloy-sur-Mer durant deux siècles.
Les Montmignon sont propriétaires de la terre et de la seigneurie d'Escarbotin vers 1670.
Les cahiers de doléances de la commune sont consultables sur le site des archives départementales, p. 186 à p. 187.

### Seconde Guerre mondiale
Dès le 21 mai 1940, Friville est pratiquement vidée de ses habitants. Malgré le canon qui tonne et les raids aériens, beaucoup d'entre eux rentrent cependant chez eux après le 25 mai.

## Politique et administration

### Rattachements administratifs et électoraux
La commune se trouve  dans l'arrondissement d'Abbeville du département de la Somme. Pour l'élection des députés, elle fait partie depuis 1988 de la troisième circonscription de la Somme.
Elle faisait partie de 1793 à 1985 du canton d'Ault, année où elle devient le chef-lieu du canton de Friville-Escarbotin. Dans le cadre du redécoupage cantonal de 2014 en France, ce canton, dont la commune est désormais le bureau centralisateur, est modifié, passant de 9 à 24 communes.

### Intercommunalité
La commune était le siège de la communauté de communes du Vimeu Industriel, qui succédait au « SIVOM du Vimeu » (SVMV), créé en 1964.
Dans le cadre des dispositions de la loi portant nouvelle organisation territoriale de la République (Loi NOTRe) du 7 août 2015, qui prévoit que les établissements publics de coopération intercommunale (EPCI) à fiscalité propre doivent avoir un minimum de 15 000 habitants le Vimeu industriel et la petite communauté de communes du Vimeu Vert, dont les compétences, la fiscalité et le bassin de vie sont proches, envisagent de fusionner,,,.
Cette fusion intervient le 1er janvier 2017 et la commune est depuis le siège de la communauté de communes du Vimeu.

### Liste des maires
| Période                                  | Période                       | Identité           | Étiquette     | Qualité |
| ---------------------------------------- | ----------------------------- | ------------------ | ------------- | --- |
| Les données manquantes sont à compléter. |                               |                    |               | |
| 1866                                     | 1878                          | Eugène Imbert      |               | Industriel |
| 1878                                     | 1881                          | Joseph Depoilly    | Libéral       | Industriel Conseiller d'arrondissement du canton d'Ault (1871-1886)                                                                                |
| 1881                                     | 1884                          | François Grandsire |               | Boulanger |
| 1884                                     | 1893                          | Hubert Acoulon     | Républicain   | Industriel Démissionnaire |
| 1893                                     | 1894                          | Gontran Fresson    | Républicain   | Cultivateur Mort en cours de mandat |
| 1894                                     | 1896                          | Gontrand Acoulon   | Républicain   | Boulanger |
| 1896                                     | 1912                          | Hubert Acoulon     | Républicain   | Industriel |
| 1912                                     | 1920                          | Diogène Buteux     | ARD           | Caissier de la Caisse d'épargne Mort en cours de mandat                                                                                            |
| 1921                                     | 1925                          | Natalis Acoulon    | PRDS          | Industriel |
| 1925                                     | 1929                          | Émile Imbert       | AD            | Industriel |
| 1929                                     | 1934                          | Alfred Vérité      | SFIO          | Employé Démissionnaire |
| 1934                                     | 1935                          | Léon Philippe      | SFIO          | Instituteur retraité 2e adjoint au maire (1929-1934)                                                                                               |
| 1935                                     | octobre 1939                  | Victor Flamant,    | PCF           | Métallurgiste Conseil municipal suspendu par le Gouvernement Édouard Daladier (5) à la suite de la signature du Pacte germano-soviétique           |
| octobre 1939                             | 1941                          | Alfred Vérité      |               | Président de la délégation spéciale nommé par le gouvernement                                                                                      |
| février 1941                             | 1944                          | Joseph Petit       |               | Nommé par le préfet du Gouvernement de Vichy. |
| 1944                                     | 1947                          | Victor Flamant     | PCF           | Métallurgiste Conseiller général d'Ault (1945 → 1949)                                                                                              |
| octobre 1947                             | mars 1977                     | Eugène Desenclos   | SFIO puis DVD | Contremaître |
| mars 1977                                | 2003                          | Guy Roussel        | PCF           | Commerçant Conseiller général de Friville-Escarbotin (1992 → 2003) Président de la CC du Vimeu Industriel (2001 → 2003) Décédé en cours de mandat  |
| 2003                                     | mars 2008                     | Claude Guérandelle | PCF           | |
| mars 2008                                | juillet 2019                  | David Lefèvre,     | DVG           | Chef d'entreprise Conseiller général de Friville-Escarbotin (2011 → 2015) Vice-président de la CC du Vimeu Industriel (2014 → 2016) Démissionnaire |
| juillet 2019                             | En cours (au 25 juillet 2020) | Nicole Morel       | DVG           | Vice-présidente de la CC du Vimeu (2020 → ) Réélue pour le mandat 2020-2026                                                                        |

### Tendances politiques et résultats
| Scrutin              | 1er tour | 1er tour | 1er tour | 1er tour        | 1er tour        | 1er tour        | 1er tour        | 1er tour        | 1er tour        | 1er tour        | 1er tour        | 1er tour        |             | 2e tour     | 2e tour     | 2e tour     | 2e tour     | 2e tour     | 2e tour     | 2e tour     | 2e tour     | 2e tour     |
| Scrutin              | 1er      | 1er      | %        | 2e              | 2e              | %               | 3e              | 3e              | %               | 4e              | 4e              | %               | 1er         | 1er         | %           | 2e          | 2e          | %           | 3e          | 3e          | %           |             |
| -------------------- | -------- | -------- | -------- | --------------- | --------------- | --------------- | --------------- | --------------- | --------------- | --------------- | --------------- | --------------- | ----------- | ----------- | ----------- | ----------- | ----------- | ----------- | ----------- | ----------- | ----------- | ----------- |
| Municipales 2020     |          | DVG      | 100,00   | Une seule liste | Une seule liste | Une seule liste | Une seule liste | Une seule liste | Une seule liste | Une seule liste | Une seule liste | Une seule liste |             | Tour unique | Tour unique | Tour unique | Tour unique | Tour unique | Tour unique | Tour unique | Tour unique | Tour unique |
| Départementales 2021 |          | DVG      | 32,16    |                 | UGE             | 28,21           |                 | UCD             | 20,41           |                 | RN              | 19,23           |             | UGE         | 58,42       |             | UCD         | 41,58       | Pas de 3e   | Pas de 3e   | Pas de 3e   |             |
| Régionales 2021      |          | UCD      | 39,13    |                 | RN              | 23,34           |                 | UGE             | 16,34           |                 | LREM            | 9,27            |             | UCD         | 54,52       |             | UGE         | 23,49       |             | RN          | 22,00       |             |
| Présidentielle 2022  |          | RN       | 37,36    |                 | LREM            | 23,65           |                 | LFI             | 18,06           |                 | PCF             | 5,08            |             | RN          | 59,97       |             | LREM        | 40,03       | Pas de 3e   | Pas de 3e   | Pas de 3e   |             |
| Législatives 2022    |          | RN       | 30,14    |                 | LR              | 24,31           |                 | PCF             | 22,48           |                 | LREM            | 16,78           |             | LR          | 51,88       |             | RN          | 48,12       | Pas de 3e   | Pas de 3e   | Pas de 3e   |             |
| Européennes 2024     |          | RN       | 49,37    |                 | RE              | 11,66           |                 | PS              | 6,30            |                 | PCF             | 5,63            | Tour unique | Tour unique | Tour unique | Tour unique | Tour unique | Tour unique | Tour unique | Tour unique | Tour unique |             |
| Législatives 2024    |          | RN       | 49,11    |                 | LR              | 24,95           |                 | PCF             | 19,55           |                 | HOR             | 4,26            |             | RN          | 57,77       |             | LR          | 42,23       | Pas de 3e   | Pas de 3e   | Pas de 3e   |             |

## Économie
Très tôt, des activités liées à la serrurerie et à la robinetterie ont vu le jour dans la localité, attirant les travailleurs auparavant occupés dans l'agriculture.[réf. nécessaire]

## Équipements et services publics

### Enseignement
La ville compte un lycée polyvalent, regroupant enseignements général, technologique et professionnel, le lycée du Vimeu, labellisé lycée des métiers de l'industrie et du secteur tertiaire, et un collège : La Rose-des-Vents.
Ses trois écoles primaires (Guillaume-Apollinaire, Victorien-Girot et Marcel-Pagnol) et ses trois écoles maternelles (écoles Louis-Aragon, Jacques-Prévert et Charles-Perrault) complètent le dispositif éducatif local.
La baisse des effectifs fait fusionner les écoles Guillaume-Apollinaire et Marcel-Pagnol à la rentrée de septembre 2024. La maternelle Charles-Perrault et l'école primaire Marcel-Pagnol ferment à la rentrée 2024, les locaux sont disponibles à la vente.
La garderie et la cantine sont proposées au même titre que les activités périscolaires.

### Santé
Épaulée par des cabinets indépendants, une maison médicale prend en charge la population locale.

## Population et société

### Démographie
L'évolution du nombre d'habitants est connue à travers les recensements de la population effectués dans la commune depuis 1793. Pour les communes de moins de 10 000 habitants, une enquête de recensement portant sur toute la population est réalisée tous les cinq ans, les populations de référence des années intermédiaires étant quant à elles estimées par interpolation ou extrapolation. Pour la commune, le premier recensement exhaustif entrant dans le cadre du nouveau dispositif a été réalisé en 2008.

En 2022, la commune comptait 4 394 habitants, en évolution de −5,26 % par rapport à 2016 (Somme : −1,26 %, France hors Mayotte : +2,11 %).
| 1793  | 1800  | 1806  | 1821  | 1831  | 1836  | 1841  | 1846  | 1851  |
| ----- | ----- | ----- | ----- | ----- | ----- | ----- | ----- | ----- |
| 1 270 | 1 227 | 1 320 | 1 373 | 1 447 | 1 507 | 1 531 | 1 643 | 1 558 |

| 1856  | 1861  | 1866  | 1872  | 1876  | 1881  | 1886  | 1891  | 1896  |
| ----- | ----- | ----- | ----- | ----- | ----- | ----- | ----- | ----- |
| 1 700 | 1 814 | 1 935 | 2 063 | 2 109 | 2 239 | 2 221 | 2 448 | 2 720 |

| 1901  | 1906  | 1911  | 1921  | 1926  | 1931  | 1936  | 1946  | 1954  |
| ----- | ----- | ----- | ----- | ----- | ----- | ----- | ----- | ----- |
| 2 956 | 3 123 | 3 058 | 3 047 | 3 199 | 3 455 | 3 509 | 3 148 | 3 477 |

| 1962  | 1968  | 1975  | 1982  | 1990  | 1999  | 2006  | 2008  | 2013  |
| ----- | ----- | ----- | ----- | ----- | ----- | ----- | ----- | ----- |
| 4 076 | 4 363 | 4 693 | 4 844 | 4 737 | 4 646 | 4 534 | 4 501 | 4 718 |

| 2018  | 2022  | - | - | - | - | - | - | - |
| ----- | ----- | - | - | - | - | - | - | - |
| 4 501 | 4 394 | - | - | - | - | - | - | - |

### Manifestations culturelles et festives
La commune dispose de quatre salles susceptibles d'être louées aux particuliers.
Depuis 2009, Friville organise les jeux InterFriville, au mois de juillet.

### Sports et loisirs
Les clubs locaux permettent la pratique d'un large éventail d'activités sportives : football, judo, cyclisme, natation, tennis de table, billard français...

#### Football
L'Union Sportive Friville-Escarbotin-Belloy (USFB) prend en charge les « jaunes et noirs » pour l'activité et dispose d'un stade normalisé. Son principal fait d'armes est d'avoir atteint les 1/32e de finale de la Coupe de France de football, en 1980-1981 et joué en Division 4 Nationale de 1981 à 1988 puis de 1990 à 1997, le championnat s'appellera entre-temps le National 3. Il joue désormais en Régionale 3 au stade municipal.

#### Natation
Le centre aquatique Vimeo s'offre aux amateurs de toutes les disciplines sportives liées à l'exercice de la natation.

### Médias
Le quotidien le Courrier picard relate les informations régionales. L'hebdomadaire L'Éclaireur du Vimeu diffuse les actualités locales.
Par ailleurs, la revue municipale Friville-Escarbotin-Belloy est distribuée trimestriellement.

### Cultes
Le culte catholique relève de la maison paroissiale de Fressenneville.

## Culture locale et patrimoine

### Lieux et monuments
- Église Saint-Étienne, à Friville. Son chœur est classé Monument historique[58].

- Église Saint-Hubert, à Escarbotin.
- Chapelle de Belloy. La chapelle des Saints-Anges date de 1756, après l'acquisition de la seigneurie par Jean-Baptiste de Montmignon, seigneur d'Escarbotin à Madeleine Angélique Cornu, dame de Belloy, épouse de Joseph Victor de Héron. En 1927, Paul Laperche, propriétaire du château cède la chapelle à la commune[59].
- Château de Friville

Le château de Friville a été acheté en 1935 par Annie Andrade et Lucienne Bellomet, à Fernand d'Hardivilliers et Marie de la Tousche d'Avrigny pour le prix de 250 000 francs.
Annie Andrade et Lucienne Bellomet, deux infirmières qui revenaient du front de la Grande guerre, ont décidé de transférer dans le château, une maison d'enfants qu'elles avaient créée en 1924 à Brighton-Cayeux-sur-Mer. Leur but était de recueillir des enfants abandonnés et également accueillir « au prix coûtant » des enfants  fragiles.
La Maison des petits a fonctionné jusqu'au décès de Lucienne Bellomet en 1958, puis celui d'Annie Andrade en 1964. Elles sont enterrées au cimetière de Cayeux-sur-Mer.
Lucienne Bellomet n'ayant pas de descendance, a donné sa demi-part à la société de construction immobilière du Vimeu , « à seules fins d'y installer une clinique chirurgicale pour les besoins de la région ». Annie Andrade a vendu la sienne à la même société.
Une maison de retraite a été créée en ses murs, qui porte le nom de « Fondation Joseph Petit », ancien maire de Friville-Escarbotin (1939-1944). Ce qui peut prêter à confusion avec l'institution originale qui était La maison des petits,.
- Château de Belloy.
- Monument aux morts d'Albert Roze.
- Musée de la serrurerie, dans une dépendance du château de Friville.
- Le château de Montmignon, aménagé en Office du tourisme dans le passé.
- Statue de Jean-Jaurès, réalisée en 1984 par Françoise Sirot sélectionnée par concours[62].

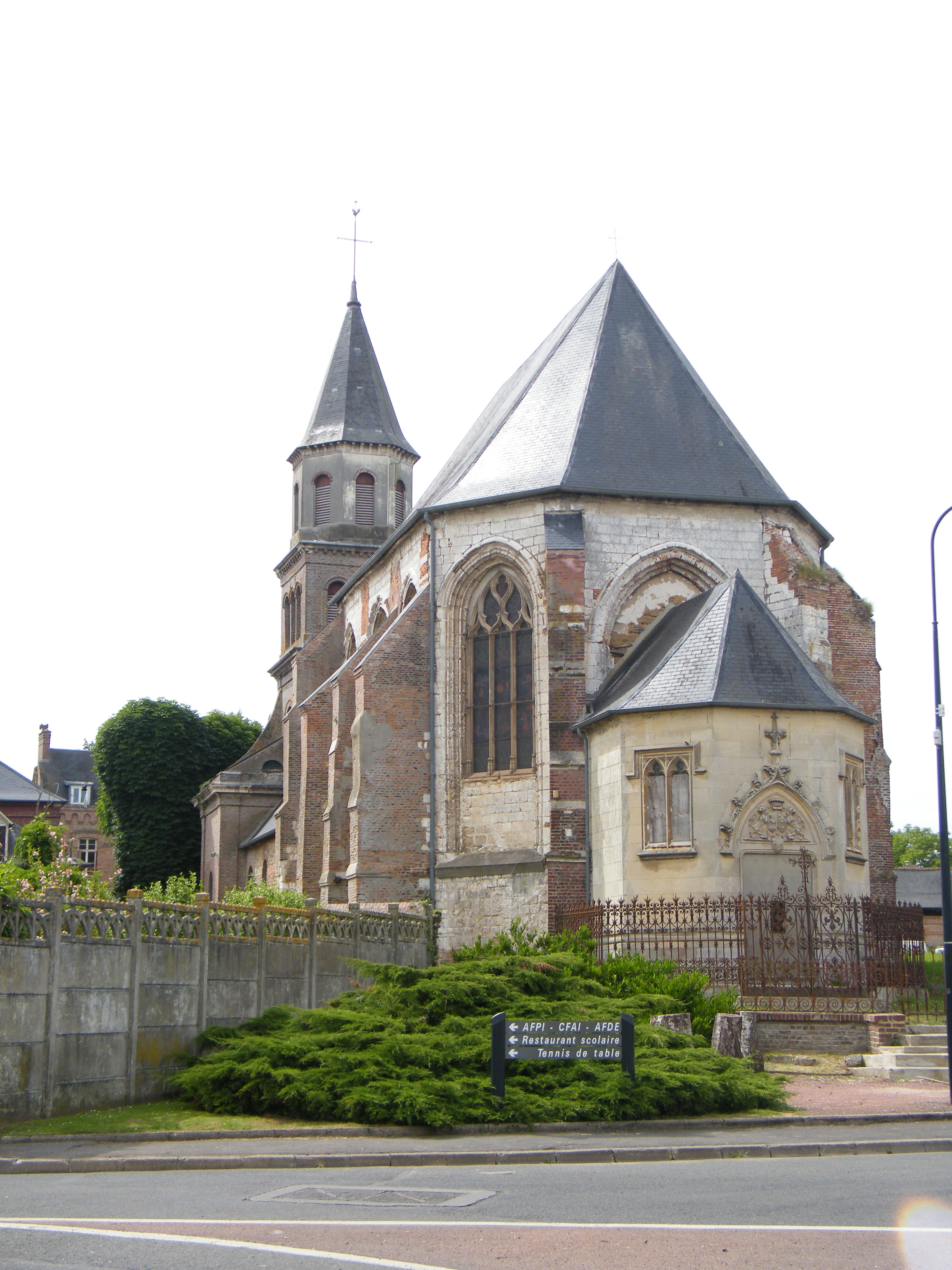
Église Saint-Étienne de Friville.
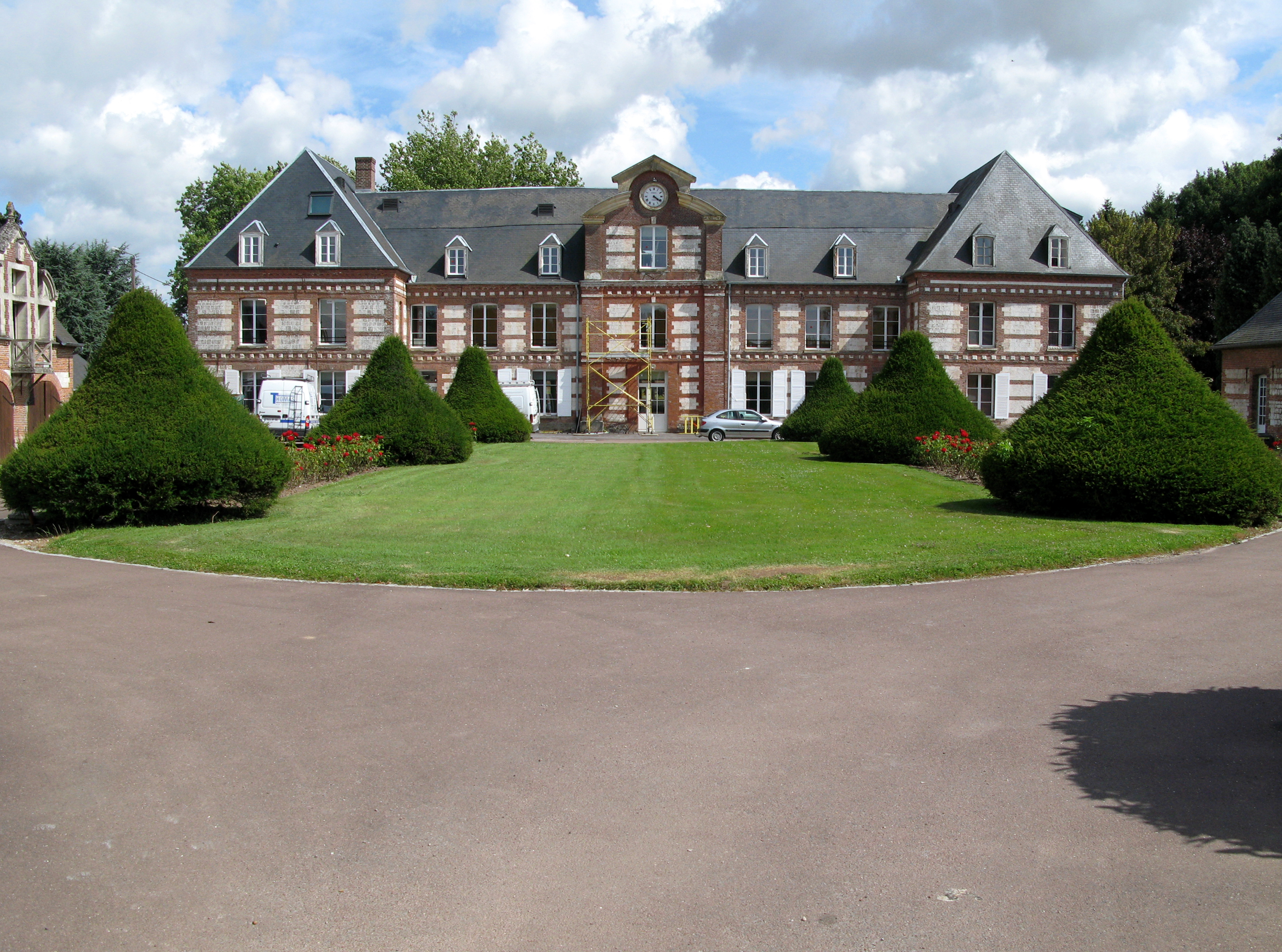
Château de Friville, anciennement « La Maison des Petits » de 1935 à 1964, cédée à la Chambre Syndicale du Vimeu, transformée en maison de retraite.
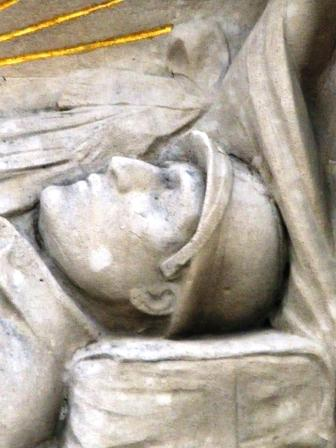
Détail du monument aux morts.
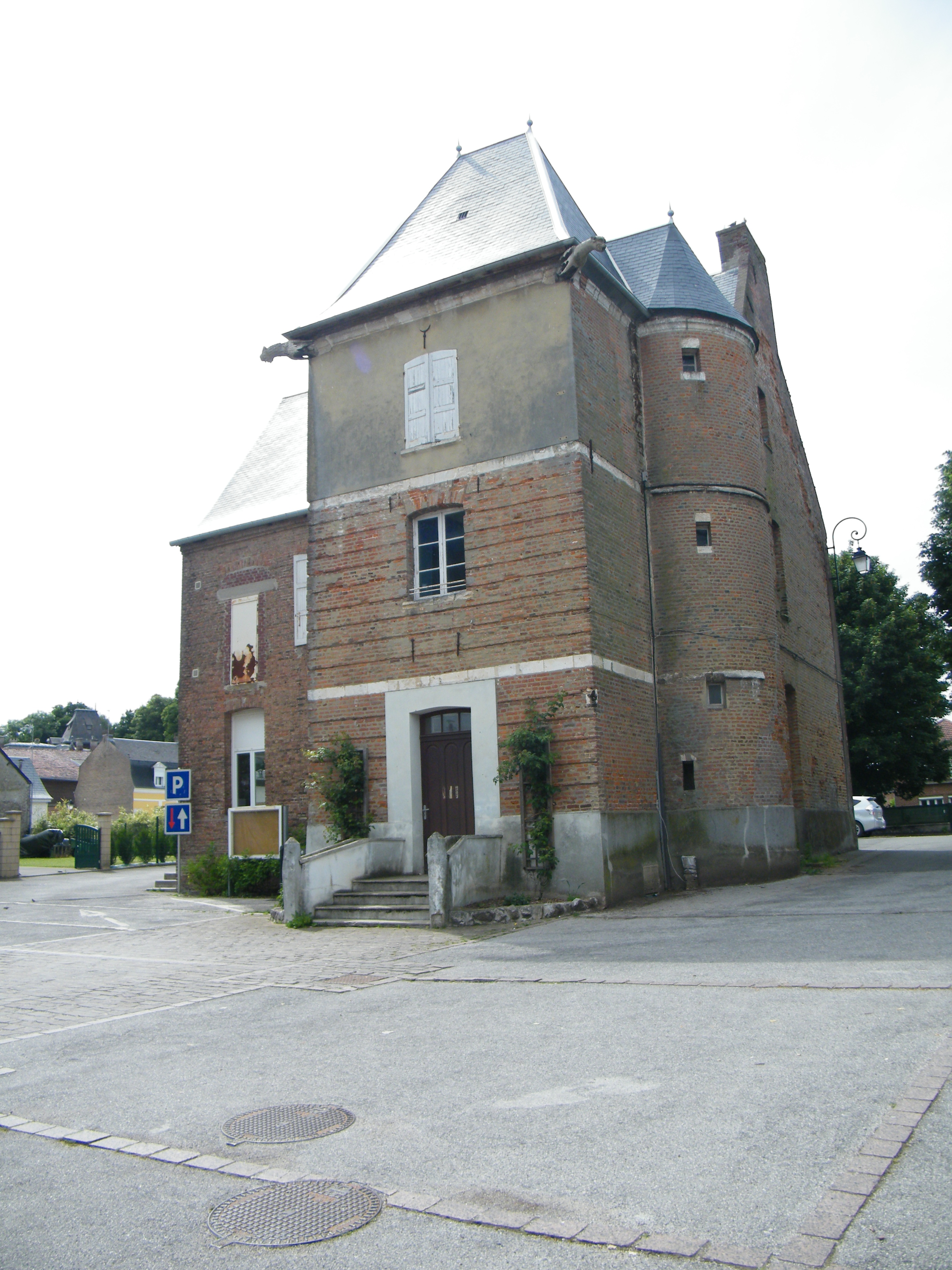
La tour Montmignon, datée du XVIè siècle, menacée de destruction après un vote communal en 2024.
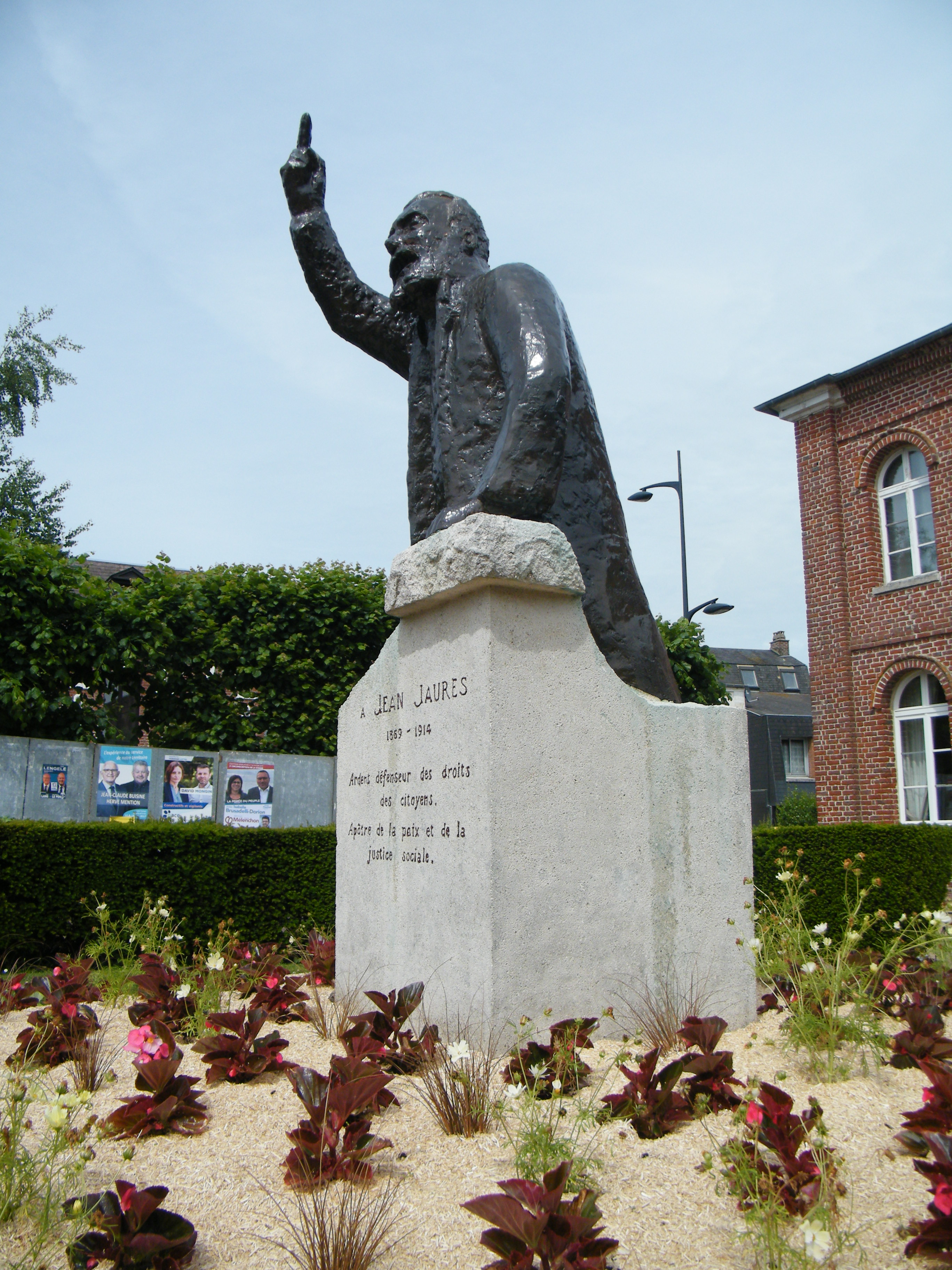
Hommage à Jean Jaurès.

### Personnalités liées à la commune
- Jérémy Stravius (1988- ), nageur, médaillé olympique, a vécu à Friville-Escarbotin où il a fait ses débuts en natation.
- Ladislas Lozano (1952- ), ancien footballeur de Friville-Escarbotin (1986-1988), entraîneur.
- Robert Buchot (né en 1940), footballeur et entraîneur français, est né à Friville-Escarbotin. Il a entraîné l'USFEB de 1988 à 1992.
- Jean-Louis Delecroix (1947- ), joueur de football français est l'entraineur ayant fait monter USFEB en division 4, début 1980, avec une 32e de finale à Dieppe contre Fécamp.
- Robert Tyrakowski (1944-2008), footballeur français qui jouait au poste de défenseur du début des années 1960 jusqu'au milieu des années 1970, a été  entraîneur de l'équipe de foot de la ville en 1986 et 1987.

### Héraldique
| Blason de Friville-Escarbotin | Blason  | D'azur au chevron d'or accompagné de trois cœurs du même. |
| Blason de Friville-Escarbotin | Détails | La commune de Friville-Escarbotin choisit en 1958 de relever les armoiries de la famille de Montmignon seigneur d'Escarbotin au XVIIIe siècle. Les trois cœurs pouvant symboliser les trois villages : Friville, Escarbotin et Belloy réunis après la Révolution française pour ne former qu'une seule et même commune. Le statut officiel du blason reste à déterminer. |